# Dr. Bériz
Dr. Bériz, Ledoc ou Docteur Bériz, de son vrai nom Mourtada Alladji Coulibaly est un rappeur et chanteur français, né le 1er avril 1990 en France.

## Biographie
Dr. Bériz (ou Docteur Bériz) est ancien membre du groupe parisien L'Institut. Il a été découvert la première fois par le grand public grâce à sa présence sur J'suis pas dans le game de la Sexion d'assaut, puis aux refrains des titres Laisse tomber de Maître Gims et Madame la chance extrait d'une compilation du label Wati B.
Il sort, sous le label Wati B, son premier album 1974 le 29 avril 2016,. S'y retrouvent des featurings avec plusieurs artistes tels que Dry, Black M, John K, JR O Crom et Doomams.

## Vie privée
Dr. Bériz est le grand frère du rappeur Doums.

## Discographie

### Singles
- 2015 : A force
- 2015 : Dernier negro
- 2015 : Sombre crétin
- 2016 : WOST #1 - Givenchy
- 2016 : Ça serait beau
- 2016 : Tout le monde est loin d'être fiable
- 2016 : Monica Jolie
- 2018 : Acquitté
- 2019 : Dans le coup[7]
- 2022 : Madame est servie
- 2024 : + le même
- 2024 : Si je t'ai fait du tort
- 2024 : Oil
- 2024 : M.A.J (LOL)

### Apparitions
- 2013 : Maître Gims feat. Dr. Beriz & Insolent (L'Institut) - Laisse tomber (sur l'album Subliminal)
- 2013 : Dry feat. Dr. Beriz - On fait pas semblant (sur l'album Maintenant ou jamais)
- 2013 : Maître Gims feat. Bedjik - Dr. Beriz - H Magnum - Soprano - De Marseille à Paris (sur l'EP Ceci n’est pas un clip et sur la réédition de Subliminal, La Face Cachée)
- 2013 : L.I.O - Marche avec les Boss feat. Abou Tall, Dr. Beriz (sur l'album Les Chroniques du Wati Boss Volume 1)
- 2014 : Black M feat. Dr. Beriz - La Légende Black (sur l'album Les Yeux plus gros que le monde)
- 2014 : The Shin Sekaï - Dry - Abou Debeing - Dr. Beriz - Billet facile (sur l'album Les Chroniques du Wati Boss Volume 2)
- 2014 : Dr. Beriz, Dry, JR O Crom, L.I.O Pétrodollars - Madame la chance (sur l'album Les Chroniques du Wati Boss Volume 2)
- 2014 : Doomams, JR O Crom, Dry, Dr. Beriz - Cool (sur l'album Les Chroniques du Wati Boss Volume 2)
- 2014 : The Shin Sekaï, Dr. Beriz, Lynda - À la recherche du bonheur (sur l'album Les Chroniques du Wati Boss Volume 2)
- 2014 : Dadju, Dry, JR O Crom, Dr. Beriz - Balisé (sur l'album Les Chroniques du Wati Boss Volume 2)
- 2014 : Biwai feat. Dr. Beriz - Aller de l'avant (sur l'album Les Chroniques du Wati Boss Volume 2)
- 2014 : JR O Crom, Doomams, Abou Tall, Dr. Beriz - Mes amis (sur l'album Les Chroniques du Wati Boss Volume 2)
- 2015 : Lartiste feat. Dr Bériz - Polygame (sur l'album Fenomeno)
- 2015 : Alonzo feat. Dr Bériz - B.G (sur l'album Capo Dei Capi, Volume I)
- 2015 : S.Pri Noir feat. Dr Bériz - My Life (sur l'album Le monde ne suffit pas)
- 2016 : Barack Adama feat. Dr Beriz - Zoné (sur l'album La Propagande (Saison 1))
- 2017 : L.I.O feat Dr Bériz - Sabounima (sur l'EP Outre Monde)
- 2022 : Black M feat. Ledoc (Dr Bériz) - Outfit
- 2023 : Black M feat. Ledoc - Légendaire (sur l'album La Légende Black)
- 2023 : Black M feat. Ledoc - Langue de vipère (sur l'album La Légende Black)